# El chico de la burbuja de plástico

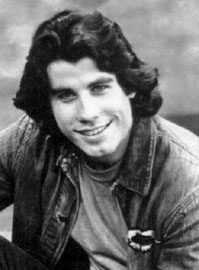
John Travolta en 1976, año en que se estrenó la película.

The Boy in the Plastic Bubble (España: El chico de la burbuja de plástico; Hispanoamérica: El muchacho en la burbuja de plástico) es una película estadounidense de 1976 inspirada en las vidas de David Vetter y Ted DeVita, quienes carecían de sistemas inmunológicos efectivos.
Fue protagonizada por John Travolta, Glynnis O'Connor, Diana Hyland, Robert Reed, Ralph Bellamy y P.J. Soles. Fue escrita por Douglas Day Stewart, producida por Aaron Spelling y Leonard Goldberg (quien, en ese momento, se encontraba produciendo los éxitos Starsky y Hutch y Charlie’s Angels) y dirigida por Randal Kleiser, quien volvería a trabajar con Travolta en Grease poco tiempo después.
La película se emitió por primera vez el 12 de noviembre de 1976 en la cadena de televisión ABC.

## Sinopsis
John y Mickey Lubitch conciben un niño. Después de múltiples abortos previos y la muerte de su primer hijo (que nació sin un sistema inmunológico que funcionara), Mickey teme la posibilidad de que algo malo le suceda a su hijo. John le asegura que las probabilidades de que su próximo hijo nazca con la misma condición son bajas. Sin embargo, Tod, el nuevo miembro de la familia, nace con el mismo problema, por lo que sus padres deberán encerrarlo en una especie de burbuja para poder mantenerlo con vida.

## Reparto
- John Travolta es Tod Lubitch.
- Glynnis O'Connor es Gina Biggs.
- Robert Reed es Johnny Lubitch.
- Diana Hyland es Mickey Lubitch.
- Ralph Bellamy es el doctor Gunther.
- P.J. Soles es Deborah.
- Kelly Ward es Tom Shuster.
- Buzz Aldrin se interpreta a sí mismo.
- Vernee Watson es Gwen.